# Nintendo Switch 2
La Nintendo Switch 2 és una consola de joc híbrida, successora de la Nintendo Switch, llançada a la majoria de regions del món el 5 de juny de 2025. Com la Switch original, es pot utilitzar com a consola portàtil, com a tauleta o connectada mitjançant un suport a una pantalla externa, i els comandaments Joy-Con 2 es poden utilitzar connectats o desenganxats de la consola. La Switch 2 té una pantalla de cristall líquid més gran, més emmagatzematge intern i gràfics, comandaments i funcionalitats socials millorades. Admet resolucions de 1080p i una freqüència de refresc de 120 Hz en els modes portàtil i sobretaula, i de 4K i 60 Hz de refresc connectada a una pantalla.
Els jocs estan disponibles tant en cartutxos físics com en la botiga virtual Nintendo eShop. Alguns cartutxos no inclouen dades sinó que permeten a l'usuari que pugui baixar-se el joc en línia. Alguns jocs de la Switch original poden fer ús del rendiment millorat de la Switch 2 tant de franc com amb actualitzacions de pagament. La Switch 2 segueix fent ús del servei sota subscripció Nintendo Switch Online, requerit per a la funcionalitat multijugador de la majoria de jocs i permet l'accés a una biblioteca de jocs clàssics emulats; els jocs de GameCube són exclusius de la Switch 2. La funcionalitat GameChat permet als jugadors xatejar remotament i compartir pantalles i càmeres web.
Nintendo va revelar la Switch 2 el 16 de gener de 2025, i va anunciar detalls de llançament i especificacions el 2 d'abril. Les reserves van obrir-se gairebé a nivell mundial el 5 d'abril. El sistema va ser rebut positivament per les millores en rendiment i funcions socials respecte al seu predecessor, tot i que els preus elevats de la consola i dels seus jocs van ser criticats. Més de 3,5 milions de consoles Switch 2 van ser venudes durant els seus primers quatre dies a la venda, convertint-la en la consola de Nintendo que més unitats ha venut en tan poc temps.

## Història

### Rerefons
Nintendo va llançar a la venda la Switch original el març de 2017, en reacció al fracàs comercial de la Wii U. La Switch va ser promoguda com una consola híbrida que es podia jugar en mode portàtil, sobretaula o connectada al televisor, amb els comandaments Joy-Con que es podien separar de la unitat principal per acomodar-se a aquests modes. Comparada amb les altres consoles en el mercat en aquell moment, inclosa la PlayStation 4 i la Xbox One, la Switch comptava amb un maquinari computacional menys potent per tal d'abaratir el preu de la consola, però suficient per rendir amb els jocs que Nintendo acostuma a publicar, part de l'estratègia que Nintendo segueix durant d'anys de diferenciar-se dels seus competidors. La Switch va esdevenir la consola de Nintendo que més ràpid es va vendre, i a data de 2023, la tercera consola amb més vendes de tots els temps, seguida de la PlayStation 2 i de la Nintendo DS. A data de l'anunci de la Switch 2 el gener de 2025, s'havien venut més de 146 milions d'unitats Switch.

### Desenvolupament
Internament a Nintendo, la preproducció per a la següent consola va començar poc després de l'estrena de la Switch, amb un equip revisant les seves limitacions de rendiment i identificant quins canvis es podrien fer en el maquinari per corregir-les. El desenvolupament en si oficialment va començar el 2019, dirigit pel productor Kouichi Kawamoto, el director de maquinari Takuhiro Dohta, i el director tècnic Tetsuya Sasaki. En aquest cas, es va decidir que s'havia de fer una millora del maquinari existent, enlloc de crear quelcom "revolucionari" com va ser-ho la consola híbrida, per tal de donar més eines als desenvolupadors que ja havien après a portar jocs per a la Switch. Es va fer una consola de "zero", a diferència de la Nintendo 3DS que contenia components de la DS i la Wii U que en contenia de la Wii, així que la retrocompatibilitat amb jocs de les primeres Switch va passar més a un segon pla i va ser més complicada d'implementar. Es va pensar el nom de "Super Nintendo Switch" per a la nova consola, però es va descartar perquè precisament la Super NES no admetia jocs de NES.
Els Joy-Cons també van haver-se de redissenyar, perquè uns simples Joy-Cons una mica més grans per adaptar-se a la mida de la Switch 2 no haurien estat prou còmodes. Es van fer més rodons pels costats i alguns botons van canviar de posició. També va millorar-se la funció de vibració HD arribant a nivells dels dels comandaments de GameCube, i ara els Joy-Cons 2 es connectaven magnèticament a la unitat principal −cosa que van intentar amb la primera Switch però que no van poder implementar satisfactòriament−, facilitant-ne l'extracció i la connexió, i feien un soroll de clec característic de la marca Switch. La funció del ratolí va ser idea de Kawamoto per la seva experiència personal amb jocs d'ordinador i també per servir de substitut de la pantalla tàctil quan la consola estigui connectada a un televisor o per aconseguir noves experiències de joc. Els comandaments Pro també van ser redissenyats, afegint un jack per als auriculars i dos botons programables extra al darrere que el jugador pot assignar a qualsevol botó que prefereixin.
La funció de GameChat de xatejar entre amics i compartir pantalles i càmeres va sortir de la pròpia frustració de Nintendo quan no tenien les eines adequades per desenvolupar programari durant la pandèmia de COVID-19, que només els permetia compartir una pantalla a la vegada, així que van haver d'estar apuntant als seus ordinadors amb les seves càmeres web perquè així tothom pogués veure la pantalla de cadascú, una experiència que van descriure com a divertida, comparant-la a com si es trobessin en un mateix lloc amb la seva pròpia consola. El GameChat va recuperar tecnologia streaming utilitzada anteriorment amb la Wii U i es va fer que afectés el rendiment del joc en execució el mínim possible.

### Anunci i promoció
Durant una sessió de preguntes i respostes amb accionistes el juny de 2023, el president de Nintendo, Shuntaro Furukawa, va afirmar que Nintendo buscava facilitar una transició fluida entre la Nintendo Switch i la seva successora, mantenint el sistema de Comptes Nintendo. El juliol de 2023, un mitjà britànic assegura que Nintendo hauria enviat equips de desenvolupament de programari per a la seva futura consola a desenvolupadors socis, i també que farien el possible per evitar l'escassetat que van patir a les botigues consoles competidores com la PlayStation 5 durant la seva estrena. Nintendo va presentar la consola en privat a la fira Gamescom d'agost, junt amb unes demos ensenyant-ne les capacitats gràfiques, inclosa una versió de The Legend of Zelda: Breath of the Wild executant-se a una resolució i FPS més elevades.
El 7 de maig de 2024, Furukawa va reconèixer oficialment el desenvolupament de la successora de la Nintendo Switch, assegurant que se n'anunciarien més detalls durant aquell any fiscal. El 6 de novembre de 2024, es va anunciar que la Switch 2 seria retrocompatible amb els jocs de la Switch original i amb el sistema en línia Nintendo Switch Online.
El 16 de gener de 2025, després de mesos de filtracions i de rumors, inclosa una suposada versió "Pro" més potent, la Switch 2 va ser presentada oficialment a través d'un vídeo publicat als comptes de YouTube de Nintendo de cada país. Sortiria el 2025, i es tractaria una consola molt semblant a la Switch pel que fa a concepte i disseny: una consola híbrida que pot ser sobretaula o portàtil, però amb algunes millors pel que fa a disseny i rendiment i uns Joy-Cons magnètics i amb més funcionalitats. També faria servir cartutxos, inclosos els de Switch, tot i que s'assegura en el vídeo que no tot el programari de la consola original podria fer completament compatible amb la nova. En el tràiler s'hi anuncia una presentació Nintendo Direct completament dedicada a la Switch 2 per al 2 d'abril de 2025, i també s'hi veuen imatges d'una nova entrega de la sèrie Mario Kart, que eventualment seria oficialment revelat amb el nom Mario Kart World. És la primera consola de Nintendo que fa servir un "2" en el seu nom. La seva data de llançament a tot el món es va programar per al 5 de juny de 2025, encara que en alguns països del sud-est asiàtic va arribar uns dies més tard, mentre que a la Xina l'estrena es va ajornar indefinidament.
Nintendo va organitzar una sèrie d'esdeveniments mundials d'abril a juny de 2025 per permetre al públic de diferents països provar la consola abans que s'estrenés, sota inscripció prèvia. També van arribar a un acord amb el Major League Baseball i els Seattle Mariners perquè l'equip llueixi el logotip de la consola durant la temporada 2025. Durant la presentació Nintendo Direct emesa el març de 2025, Nintendo va mostrar al públic i publicar al mateix moment l'aplicació "Nintendo Today!" per a dispositius iOS i Android, per servir com a font principal de notícies relacionades amb la consola i la resta de plataformes de Nintendo i de calendari de novetats.
El president Furukawa va assegurar que no hi hauria escassetat d'unitats de Switch 2 el dia de llançament que pugui beneficiar a revenedors i especuladors, com va passar amb els períodes de llançament d'anteriors màquines de Nintendo. Per evitar-ho i per esquivar els aranzels que pogués imposar l'administració Trump, Nintendo va estar emmagatzemant "centenars de milers" d'unitats als Estats Units durant mesos anteriors a l'estrena, i va moure el lloc de producció i d'importació de peces de la Xina al sud-est asiàtic. També es va considerar que aquest fet va motivar el lleuger endarreriment en l'obertura de les reserves als EUA i del relativament elevat preu de la consola a Occident, de 449,99$ (a Europa, 469,99€), en comparació amb al Japó (49.980¥, uns 310€), i dels jocs (per exemple, Mario Kart Tour costant 90€ en format fisic), la consola de Nintendo més cura en trenta anys d'acord amb la inflació de cada moment. El president de Nintendo of America Doug Bowser va desmentir que l'elevat preu es degués a les polítiques de Trump, simplement dient que era un model "prèmium" en comparació amb els tres altres models de Switch disponibles. Alguns analistes també van descartar la teoria atès que al Canadà i a Europa es venia amb preus similars, adduint-ho finalment a la inflació post-pandèmia i a la conseqüent crisi del cost de la vida, i que el preu dels videojocs va a l'alça any rere any de tota manera. Per evitar un excés de compres internacionals de la versió japonesa, Nintendo vendria la consola en aquell país en dues edicions: una només en japonès i on només s'hi poden vincular comptes Nintendo japonesos, i una altra en múltiples llengües, amb un preu més similar a l'occidental. Tot i les promeses de Furukawa, superades per les expectatives inicials, algunes botigues van patir incidències tècniques a l'hora d'obrir les reserves i d'altres van haver d'endarrerir enviaments i algunes no van arribar als clients el dia de l'estrena; per exemple, a la botiga oficial de Nintendo al Japó es van reservar més de 2,2 milions de reserves.

## Característiques
La Nintendo Switch 2 és una videoconsola híbrida, com la seva predecessora, que es pot utilitzar tant com a consola portàtil o com a consola de sobretaula introduida dins una base connectada a un televisor o monitor. Ambdues consoles són similars en quant a aparença, on la unitat principal −la consola en si− consisteix d'una pantalla i el maquinari principal, i dos dispositius Joy-Con que es poden connectar als dos costats o comunicar-s'hi sense fils un cop desconnnectats. Així com els ports originals de la Switch, que inclouen un port USB-C a la part inferior que serveix tant per carregar-li la bateria com per connectar-la a la base, un jack per a auriculars i una ranura per a cartutxos, la Nintendo Switch 2 inclou un segon port USB-C a la part superior, així com un micròfon intern amb cancel·lació de soroll. Amb els dos Joy-Con 2 connectats, la consola mesura 272 mm d'amplada, 116 mm d'alçada i 13,9 mm de gruix, i pesa 534 g.
La Switch 2 té una pantalla LCD amb resolució 1080p (279 ppi) i HDR de 7,9 polzades (20 cm), i suporta una ràtio de refresc variable de fins a 120 Hz. Connectada a la base, és capaç d'emetre imatge en resolució 4K a 60 fps amb HDR. A diferència del primer model, la base compta amb un connector Ethernet i un ventilador.
El sistema en xip Nvidia Tegra T239 compta amb una CPU ARM Cortex-A78C de 8 nuclis, una GPU Ampere de 12 SM (amb 1.536 nuclis CUDA basats en Ampere), i una interfície de memòria LPDDR5X de 128 bits qualificada per a 8533MT/s. 12 GB d'aquesta mrmòria és present a través dels 2 xips de 6 GB i ofereix fins a 102 GB/s (en la base) i 68 GB/s (portàtil) d'ample de banda. La Switch 2 és compatible amb la tecnologia DDLS de Nvidia, traçat de raigs, ràtio de refresc variable gràcies a la tecnologia G-Sync de Nvidia, i Wi-Fi 6.
La Switch 2 inclou 256 GB d'emmagatzemament intern, un augment tenint en compte els 64 GB de la primera Switch, una capacitat que es pot augmentar fent servir targetes només de tipus microSD Express de fins a 2 TB. La Switch 2 admet les targetes microSDHC i microSDXC que utilitzava la Switch 1 però només per desar captures i vídeos.
La Switch 2 utilitza una bateria recarregable d'ió liti de 5.220 mAh interna, no retirable, per al seu ús en mode portàtil, recarregable mitjançant el port USB-C o connectada a la base. S'estima que la bateria pot durar entre 2 i 6,5 hores, tot i que depèn del programari utilitzat i si és molt exigent amb el maquinari. El temps de recàrrega estimat és de tres hores en mode de repòs.

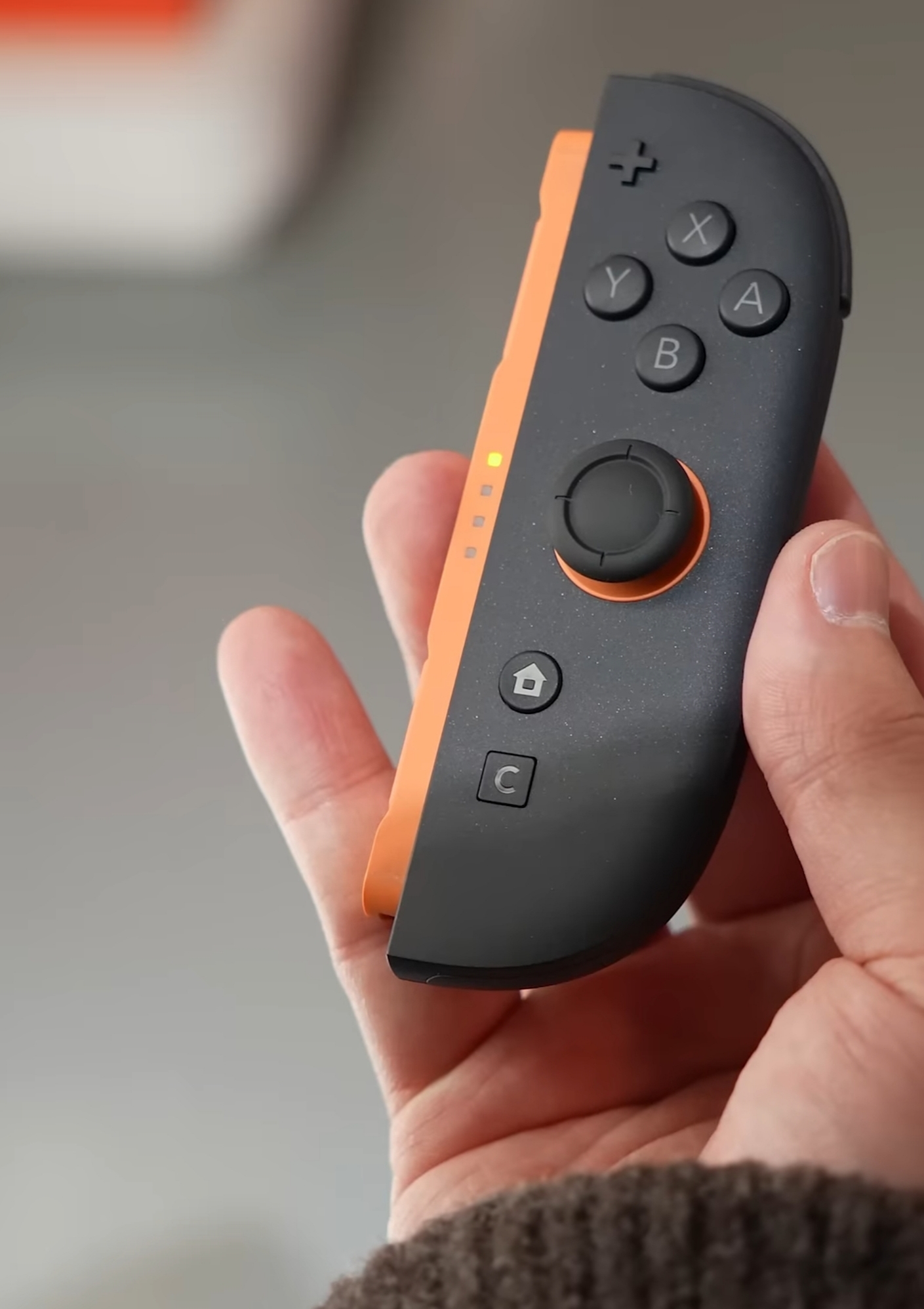
El comandament Joy-Con 2 "R".

Els comandaments Joy-Con tenen un nou disseny. A part de ser més grans, ara s'enganxen mecànicament a la unitat principal connectant-los a cada costat, deixant enrere el disseny de raïls anterior. Es poden enretirar fent servir un botó ubicat al darrere dels Joy-Con 2. Els botons SL i SR s'han fet més grans, i s'ha afegit un botó "C" al Joy-Con 2 dret que permet activar la funció de xat en grup "GameChat". També s'ha fet la palanca analògica més gran, i s'ha confirmat que no compten amb sensors d'efecte Hall, que haurien previngut l'efecte drift que afectava els models de Joy-Con anteriors.  Els comandaments també es poden utilitzar com si fossin ratolins d'ordinador, només amb certs jocs que facin servir aquesta funcionalitat. Els dos Joy-Con compten amb una bateria de 500 mAh que s'estima que pot durar fins a 20 hores, i es poden recarregar connectant-se a la unitat principal o amb una base que es vengui per separat. No compten amb el sensor infrarojos dels Joy-Con anteriors.

## Programari
Com amb el seu predecessor, els jocs per a la Nintendo Switch 2 es poden obtenir tant en format físic com en format digital. Els jocs físics es poden vendre tant en forma de cartutxos de color vermell (per diferenciar-los dels grisos de la primera Switch) o bé en un cartutx buit o parcialment buit junt amb un codi en forma de llicència que requereix que el jugador descarregui el joc digitalment i hagi d'inserir el cartutx per tal de confirmar-ne la propietat, un concepte que es diu que permetrà tenir jocs de més mida venuts en format "físic". Els cartutxos venen revestits d'un amargant no tòxic perquè els nens no els ingereixin, com els de la primera Switch.
La Switch 2 és retrocompatible amb la gran majoria de jocs de la primera Switch, tant físicament com digitalment, tret d'alguns casos, com per exemple el kit de realitat virtual de Nintendo Labo, o aquells jocs que emprin el sensor infrarrojos del Joy-Con primer, que els Joy-Con 2 no contenen; tot i així, qualsevol comandament pensat per a la primera Switch és compatible amb la nova consola. Per encoratjar als jugadors a portar els jocs de la primera Switch a la Switch 2, Nintendo ha introduit el concepte dels cartutxos virtuals, que permet transferir virtualment jocs comprats digitalment a una segona consola Switch o Switch 2, o deixats "en préstec" a un membre de la família usuari de la Switch fins a dues setmanes. Algunes aplicacions, com les de Hulu i Crunchyroll, no són compatibles.
Diversos jocs publicats per Nintendo per a la primera Switch rebran un "rellançament" en forma de versions "Nintendo Switch 2 Edition", que inclouran contingut addicional, que es podrà comprar en conjunt o per separat, si el jugador ja té el joc original. Alguns d'aquests jocs són Metroid Prime 4: Beyond, The Legend of Zelda: Breath of the Wild, The Legend of Zelda: Tears of the Kingdom, Super Mario Party Jamboree, Pokémon Legends: Z-A i Kirby and the Forgotten Land. Altres jocs, com Super Mario Odyssey i Pokémon Scarlet i Violet, compten amb actualitzacions de millora de rendiment per a la Switch 2, però sense novetats addicionals.
Durant la presentació Nintendo Direct d'abril de 2025, terceres distribuïdores com Square Enix, Capcom, Electronic Arts, Take-Two Interactive, CD Projekt Red, Bandai Namco, Sega, Supergiant Games, Warner Bros. Games, Activision Blizzard i IO Interactive van presentar 46 jocs per a la consola, 17 dels quals coincidint amb la seva estrena. Alguns d'aquests jocs són Final Fantasy VII Remake Intergrade, Hades II, Borderlands 4, Yakuza 0 Director's Cut, Elden Ring - Tarnished Edition, Cyberpunk 2077 Ultimate Edition, Hitman: World of Assassination, 007 First Light, Split Fiction, Daemon x Machina: Titanic Scion i Street Fighter 6. EA i Take-Two van anunciar que hi portarien les seves franquícies esportives EA Sports FC, Madden NFL, WWE 2K i NBA 2K, i es van anunciar els jocs exclusius per a Switch 2 Hyrule Warriors: Age of Imprisonment de Koei Tecmo i The Duskbloods de FromSoftware. Microsoft va assegurar que portarien jocs de Xbox a la consola, començant per entregues futures de Call of Duty per part d'un acord a què van arribar Nintendo i Microsoft arran de la compra d'Activision Blizzard per part d'aquest últim. En quant a estrenes desenvolupades per Nintendo, es va anunciar que Mario Kart Tour també sortiria el 5 de juny, així com una demo de pagament, Nintendo Switch 2 Welcome Tour, que té com a finalitat explicar tots els detalls de la consola.

### Serveis en línia
La Nintendo Switch 2 adopta totes les funcions del servei original de Nintendo Switch Online, però afegint-ne noves d'exclusives. Per exemple, s'introdueix la funcionalitat "GameChat", que permet mantenir un xat de veu i compartir pantalla entre amics, així com enregistrar-se la cara fent servir una càmera web que es ven per separat. En alguns jocs compatibles, la càmera també permet superposar la cara del jugador dins el propi joc, al costat del personatge que controla, sota una funció anomenada "CameraPlay". També, alguns jocs admeten la possibilitat de ser compartits en temps real amb altres amics, perquè tots puguin jugar-hi tot i no tenir-ne una còpia; aquesta funció, "GameShare", també és compatible amb la primera Switch només de manera local i sense l'opció de xat, i és gratuïta sense necessitar de subscripció Nintendo Switch Online només fins al 2026.
A tots aquells subscrits al paquet d'expansió del Nintendo Switch Online que tinguin Nintendo Switch 2, en addició a tots els avantatges que rebrien amb la primera Switch, se'ls ofereix un recull de jocs de Nintendo GameCube, també en forma de lloguer i on se n'aniran afegint més periòdicament. Els usuaris de la Switch 2 poden aplicar filtres CRT als jocs existents i una funció de rebobinatge per als jocs de Nintendo 64 (per a la resta de jocs clàssics ja estava disponible inclús per a usuaris de les primeres Switch).

## Recepció
La premsa especialitzada va rebre la Nintendo Switch 2 de manera majoritàriament positiva, amb puntuacions de 7/10 per part d'IGN, 8/10 per part de Nintendo Life o The Guardian i 9/10 de Wired, entre d'altres. Moltes de les millores en relació amb la seva predecessora van estar ben rebudes, inclòs el nou disseny de la base, dels Joy-Cons o les noves funcions en línia. Algunes crítiques van rebre, però, la qualitat d'imatge que ofereix la funció "GameChat", que es trobés a faltar una pantalla OLED o que la bateria durés una mica menys que en la consola predecessora.
La llista de jocs que van acompanyar-la en estrena va ser criticada, "una de les més fluixes" dels últims temps segons PC Gamer, considerant que molts eren simples ports d'altres sistemes que la Switch original no podria executar o que fessin pagar per una demo demostrant les capacitats de la consola (Nintendo Switch 2 Welcome Tour). El preu de la consola, dels títols i dels accessoris va ser criticat, també per les xarxes socials, que van començar una campanya amb el nom "#DropThePrice" ("abaixeu-ne els preus").
Quatre dies després de la seva estrena, Nintendo va informar que havia venut més de 3,5 milions de consoles Switch 2 a tot el món, convertint-la en la consola que més unitats ha venut en menys poc temps. Famitsu va informar que la consola va vendre 947.931 unitats al Japó durant els seus primers quatre dies, superant les 329.152 que va vendre la primera Switch a la regió durant la seva estrena. Segons IGN, la Switch 2 va vendre el doble que la Switch en els seus primers quatre dies a tot el món.